# Christoph Ludwig Goll
Christoph Ludwig Goll (* 29. März 1824 in Bissingen an der Teck; † 26. April 1897 in Kirchheim unter Teck) war ein deutscher Orgelbauer.

## Leben
Christoph Ludwig Goll wurde als viertes von zwölf Kindern des Landwirts und Gemeindepflegers Jakob Friedrich Goll (1797–1846) und seiner Ehefrau Anna Maria geb. Weber (1798–1870) geboren. Die Familie gehörte der evangelisch-lutherischen Landeskirche Württemberg an. Nach der Schulzeit erlernte er von 1835 bis 1841 das Orgelbauhandwerk bei Johann Viktor Gruol (dem Jüngeren) und arbeitete bei Johann Heinrich Schäfer in Heilbronn und Carl Gottlieb Weigle in Stuttgart. Ab 1845 arbeitete er wiederum bei Gruol & Blessing und war von 1850 bis 1854 an der Firma beteiligt. Am 20. Mai 1851 heiratete er in Jesingen Johanne Christiane Vier (1827–1890). Nachdem er sich 1854 selbständig gemacht hatte, verlegte er 1856 die Werkstatt nach Kirchheim unter Teck. 
Innerhalb weniger Jahre konnte Christoph Ludwig Goll auf verschiedenen Gewerbeausstellungen Medaillen für seine Orgeln erhalten und wurde dadurch bekannt. Anfang 1872 erhielt er die Silbermedaille für eine Orgel, die er bei der Schwäbischen Gewerbeausstellung in Ulm im Sommer 1871 präsentiert hatte. Eine weitere Silbermedaille erhielt er bei der Stuttgarter Landesausstellung 1881.
1890 trat sein Sohn Gustav Adolf Goll (1858–1902) als Mitarbeiter und Teilhaber in die Firma (G.L.Goll & Sohn) ein. Um 1896 bestimmte Christoph Ludwig Goll seinen Mitarbeiter Friedrich Schäfer (1861–1920) aus Göppingen zum Geschäftsführer. Nach dem  Tod von Gustav Adolf Goll führte Friedrich Schäfer die Firma als G.L. Goll & Sohn, Inhaber: F. Schäfer weiter.
Bis zum Beginn des Ersten Weltkrieges wurden in der Werkstatt der Firma Goll über 170 Orgeln, vor allem für den süddeutschen Raum, hergestellt. Von diesen sind ca. 15 % noch heute erhalten.
Sein jüngerer Bruder Friedrich Goll erlernte von 1854 bis 1858 in seiner Werkstatt in Kirchheim unter Teck das Orgelbauhandwerk.

## Werke (Auswahl)
Kursivschreibung zeigt an, dass die Orgel nicht mehr oder nur noch der Prospekt erhalten ist. In der vierten Spalte bezeichnet die römische Zahl die Anzahl der Manuale, ein großes „P“ ein selbstständiges Pedal. Die arabische Zahl in der fünften Spalte gibt die Anzahl der klingenden Register an. Die letzte Spalte bietet Angaben zum Erhaltungszustand und zu Besonderheiten sowie Links mit weiterführender Information.
| Jahr    | Ort                             | Gebäude                     | Bild | Manuale | Register | Bemerkungen |
| ------- | ------------------------------- | --------------------------- | ---- | ------- | -------- | --- |
| 1855    | Oberderdingen                   |                             |      |         |          | |
| 1856    | Weilersteußlingen               |                             |      |         |          | |
| 1859    | Wildberg (Schwarzwald)          |                             |      |         |          | |
| 1860    | Roßwälden                       |                             |      |         |          | |
| 1862    | Langenalb                       | Marienkirche                |      |         |          | vollständige Restaurierung 2019                                                                                 |
| 1863    | Neckartenzlingen                |                             |      |         |          | |
| 1864    | Bad Buchau                      | Synagoge                    |      |         |          | ca. 1903 Umbau durch Gebr. Späth Orgelbau                                                                       |
| 1865    | Schlaitdorf                     |                             |      |         |          | |
| 1867    | Hörvelsingen (Langenau)         | St. Martin                  |      | II/P    | 11       | erhalten |
| 1868    | Mähringen (Kusterdingen)        | Stephanskirche              |      |         |          | |
| 1869    | Altburg (Calw)                  |                             |      |         |          | |
| 1878    | Kohlstetten (Engstingen)        | Marienkirche                |      |         |          | [ 4 ] |
| 1870    | Staig                           |                             |      |         |          | |
| 1873    | Fürfeld (Bad Rappenau)          | Evangelische Kirche Fürfeld |      |         |          | |
| 1874    | Metzingen                       |                             |      |         |          | |
| 1874/75 | Ulm                             | Alte Synagoge               |      |         |          | nicht erhalten                                                                                                  |
|         | Poltringen                      | St.-Stephanus-Kirche        |      |         |          | |
| 1880    | Zell unter Aichelberg           |                             |      |         |          | |
| 1881    | Bad Wildbad                     | St. Bonifatius              |      | II/P    | 15       | Restaurierung 1985 durch Peter Vier; ausgezeichnet auf der Württembergischen-Gewerbeausstellung, Stuttgart 1881 |
| 1883    | Lonsingen                       |                             |      |         |          | vollständige Restaurierung durch Wolfgang J. Braun 2019/2020; befindet sich im Orgelsaal der TU Darmstadt       |
| 1890    | Tübingen                        | Schlosskirche               |      |         |          | nicht erhalten; ersetzt durch Neubau von Friedrich Weigle                                                       |
| 1890    | Jessingen                       |                             |      |         |          | |
| 1895    | Bernloch                        |                             |      |         |          | |
| 1897    | Viermünden (Frankenberg)        | Petrikirche                 |      | I/P     | 5        | erhalten → Orgel                                                                                                |
| 1898    | Nabern                          |                             |      |         |          | |
| 1900    | Mötzingen                       |                             |      |         |          | |
| 1903    | Altensteig                      |                             |      |         |          | |
| 1904    | Hagelloch                       | Evangelische Kirche         |      | II/P    | 12       | Op. 127. restauriert erhalten; unter Golls Nachfolger Friedrich Schäfer erbaut. → Orgel                         |
| 1905    | Gaggstatt (Kirchberg)           | Evangelische Kirche         |      | II/P    | 14       | opus 131; erhalten; unter Golls Nachfolger Friedrich Schäfer erbaut. → Orgel                                    |
|         | Esslingen                       | Lehrerseminar               |      |         |          | |
| 1912    | Balingen                        |                             |      |         |          | Renovierung durch Wolfgang J. Braun 1997                                                                        |
| 1913    | Ötlingen (Kirchheim unter Teck) |                             |      |         |          | |